# Senés de Alcubierre
Senés de Alcubierre ist eine Gemeinde in der Provinz Huesca in der Autonomen Gemeinschaft Aragonien in Spanien. Sie liegt nördlich der Sierra de Alcubierre in der Comarca Monegros.

## Bevölkerungsentwicklung seit 1991
| 1991 | 1996 | 2001 | 2004 |
| ---- | ---- | ---- | ---- |
| 63   | 60   | 52   | 50   |

## Sehenswürdigkeiten
- Die Pfarrkirche San Bartolomé aus dem 16. Jahrhundert mit Turm über dem Portal.
- Die Casona, ein für die Region typischer Bau mit Gegenständen und Möbeln von volkskundlichem Interesse.
- Die Einsiedelei San Miguel.